# Maggie Q
Margaret Quigley, dite Maggie Q (en vietnamien : Lý Mỹ Kỳ), née le 22 mai 1979 à Honolulu, dans l'État de Hawaï, est une actrice et mannequin américaine. 
Elle commence sa carrière à Hong Kong et s'illustre ensuite dans de nombreux films d'actions (Gen-Y Cops, Naked Weapon, Rice Rhapsody, Dragon Squad, Mission impossible 3, Die Hard 4 : Retour en enfer...). 
Elle se fait réellement connaître par le rôle de Nikita Mears dans la série d'action Nikita (2010-2013). 
Dès lors, elle obtient des rôles plus importants au cinéma (The King of Fighters, Operation Endgame, Priest et la série de films Divergente). Mais elle s'installe surtout à la télévision, en étant à l'affiche de l'éphémère série d'action Stalker (2014-2015) et grâce à la série politique Designated Survivor (2016-2019).

## Biographie

### Jeunesse et formation
Son père était américain et travaillait pour le gouvernement ; il était d'ascendance irlando-polonaise. Sa mère, vietnamienne, travaillait dans un club de golf et partit s'installer aux États-Unis, dépourvue d'argent et sans parler la langue du pays. Ses parents se sont rencontrés quand son père travaillait au Viêt Nam pendant la guerre. Maggie Q a grandi avec ses quatre frères et sœurs. 
Elle est diplômée en 1997 du lycée Mililani High School. 
Par la suite, elle part à Hong Kong afin de commencer une carrière dans le mannequinat, et c'est à cette époque qu'elle change son nom en Maggie Q, plus facile à prononcer pour les Chinois. 
En 1998, elle commence sa carrière d'actrice en faisant quelques apparitions dans des séries télévisées chinoises.

### Débuts et révélation hong-kongaise

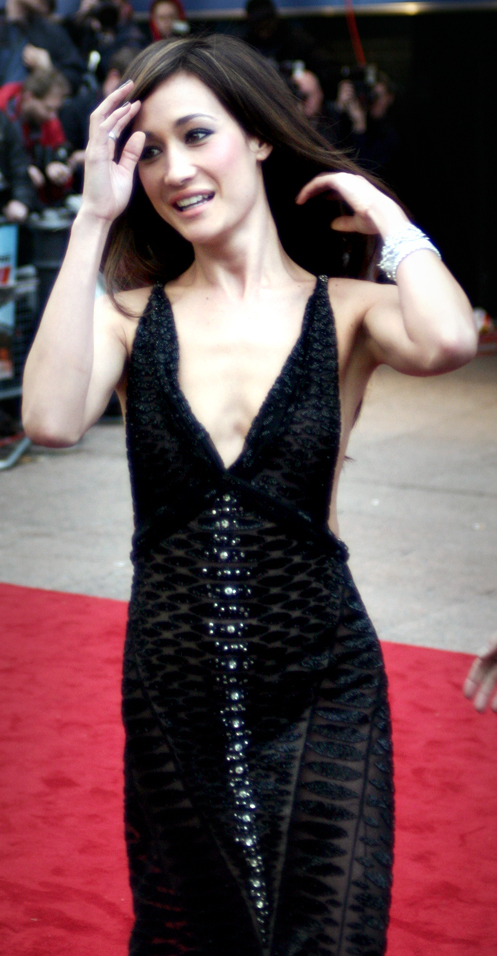
Maggie Q en avril 2006, pour la première britannique de Mission impossible 3.

Par la proposition d'un ami, Maggie Q commence le mannequinat à l'âge de 17 ans à Tokyo, avant de se rendre à Taipei (Taïwan) sans succès, elle essaye finalement à Hong Kong. Elle avoue que ce ne fut pas facile : « J'avais vingt dollars en poche. Je veux dire que j'ai fait exactement la même chose que ma mère lorsqu'elle a quitté le Viêt Nam […] ne parlant pas la langue […] et n'ayant pas d'argent ».
Mais, c'est à Hong Kong qu'elle fut remarquée par Jackie Chan, qui vit en elle le potentiel d'une star d'action. Elle a suivi un entraînement intensif. Il lui a enseigné l'importance du professionnalisme et conseillé de toujours faire ses propres cascades. Q dira plus tard : « Je n'avais jamais fait une journée d'arts martiaux de toute ma vie quand j'ai commencé dans ce milieu. Je ne pouvais même pas toucher mes orteils ».
En 1998, elle commence sa carrière d'actrice dans la série télévisée House of the Dragon, qui connait un énorme succès en Asie. Deux ans plus tard, elle passe au cinéma avec le film d'horreur Model from Hell, puis en interprétant l'agent du FBI Jane Quigley dans le thriller d'action Gen-Y Cops. Son apparition dans Gen-Y Cops impressionne tellement Jackie Chan qu'il lui obtient un rôle dans le thriller Manhattan Midnight et lui permet de faire une petite apparition dans Rush Hour 2, en 2001 et Le Tour du monde en quatre-vingts jours en 2004.
Tandis qu'elle continue à s'imposer en Chine en tant qu'héroïne d'action - elle incarne notamment Charlene Ching dans le film d'action Naked Weapon, elle tente de se diversifier à l'étranger : en 2005, elle interprète ainsi Harmony dans la série allemande House of Harmony avec l’actrice Fann Wong. La même année, elle coproduit Earthlings, documentaire sur l'exploitation animale, dont le narrateur est Joaquin Phoenix.

### Passage et révélation Hollywoodienne

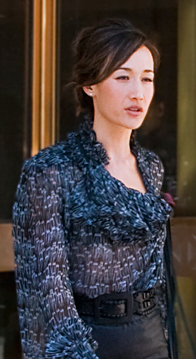
Maggie Q au Toronto International Film Festival de 2009.

En 2006 et 2007, elle fait véritablement son arrivée à Hollywood, en participant coup sur coup à deux grandes franchises du cinéma d'action hollywoodien : d'abord en évoluant dans Mission impossible 3, blockbuster d'espionnage porté par Tom Cruise — elle y interprète Zhen, la seule femme membre de l'équipe de la Force M.I. —, puis en incarnant la coriace Mai Linh, l'une des adversaires de John McClane, dans Die Hard 4 : Retour en enfer, le quatrième volet de la série de films éponyme incarnée par Bruce Willis. Ce sont ces rôles qui lui apportent une notoriété aux États-Unis.  
Parallèlement, elle s'illustre aussi dans des productions plus modestes : la parodie Balls of Fury en 2007, ou encore le thriller Manipulation avec Ewan McGregor et Hugh Jackman, en 2008. Cette même année, c'est en Chine qu'elle continue à tenir le haut de l'affiche avec le film hongkongais Three Kingdoms: Resurrection of the Dragon (tiré du roman Romance des Trois Royaumes) dans le rôle de Cao Ying, la petite-fille du seigneur de guerre Cao Cao. Il s'agit de son premier film antique en costumes chinois traditionnels.  
L'année 2009 marque un tournant : elle est d'abord dirigée par le réalisateur français Yvan Attal pour l'un des segments du film à sketches New York, I Love You, une coproduction internationale, puis est surtout choisie pour incarner l'héroïne de la série télévisée d'action Nikita diffusée sur The CW aux États-Unis. Le programme, une continuation de l'univers créé par Luc Besson, connaît quatre saisons entre 2010 et 2013, et reçoit des critiques positives. 
L'actrice confirme cette aura auprès du public adolescent en prêtant sa voix à l'agent fédéral Chase Linh, pour le jeu vidéo sous franchise Need for Speed: Undercover, puis au mythique personnage de Wonder-Woman le temps de deux épisodes de la série d'animation Young Justice, en 2012.

### Alternance cinéma et télévision

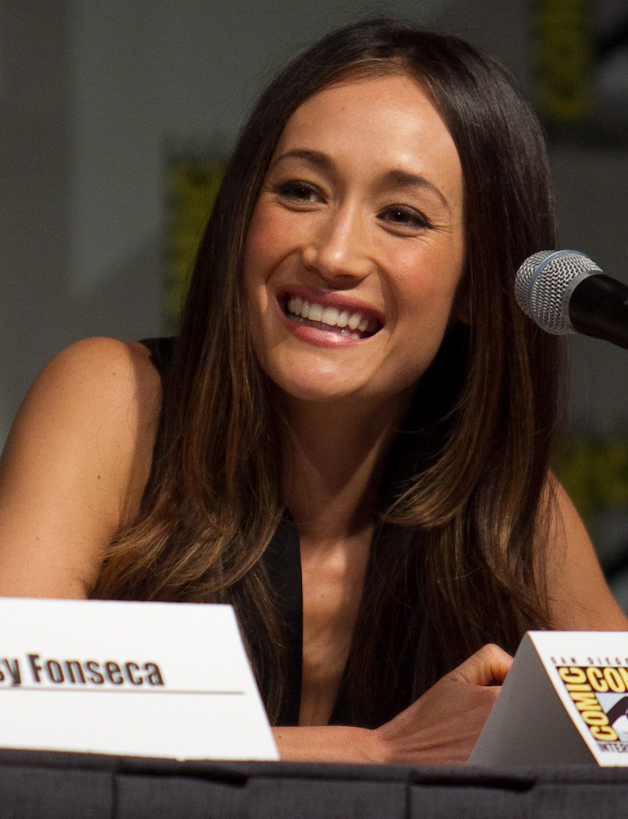
Au Comic-Con de San Diego, en 2010, pour la promotion de Nikita.

En 2014, elle revient dans deux projets attendus : d'abord en incarnant Tori pour l’adaptation du premier volet de la série littéraire Divergente aux côtés des jeunes Shailene Woodley et Theo James. Elle reprendra son rôle pour les opus suivants de cette franchise cinématographique. Puis en incarnant l'un des personnages principaux de la série thriller Stalker aux côtés de Dylan McDermott. Cette série policière violente est néanmoins arrêtée au bout d'une seule saison par la chaîne CBS aux États-Unis en mai 2015. 
L'actrice, convoitée, est néanmoins annoncée en février 2016 dans le premier rôle féminin d'un autre projet, la série Designated Survivor, avec Kiefer Sutherland. Dans ce thriller politique, elle incarne l'agent du FBI Hannah Wells.
Parallèlement au tournage de cette série, elle continue d'être active au cinéma. Elle rejoint la large distribution du thriller indépendant Jekyll Island, aux côtés de Frank Grillo, Minnie Driver, Dianna Agron, John Leguizamo mais encore Mary McCormack, Christopher McDonald et AnnaSophia Robb, mais celui-ci est un échec critique cinglant. Elle est le premier rôle du film d'horreur Slumber, dans lequel elle incarne une hypniatre confrontée à un démon paralysant le sommeil et elle est un second rôle, en 2018, de la comédie The Con Is On avec comme têtes d'affiche Tim Roth, Uma Thurman, Sofía Vergara et Alice Eve. 
La même année, à la suite d'une forte érosion des audiences, l'important réseau américain ABC prend la décision d'annuler Designated Survivor. C'est alors que la plateforme de vidéo à la demande Netflix, rachète les droits de la série et lance la production d'une troisième saison. Une décision en partie justifiée par le succès rencontré à l'international par le programme. Cependant, le programme est définitivement annulé à l'issue de cette saison ayant permis de clore convenablement les intrigues.  
En 2020, elle est à l'affiche de Nightmare Island de Jeff Wadlow aux côtés de Lucy Hale. C'est une adaptation de la série des années 70/80 L'Île fantastique.  

## Vie privée
Maggie est végétarienne depuis des années. Elle est apparue deux fois dans des campagnes publicitaires pour l'association PETA en Asie. Elle lutte pour la disparition de l'utilisation de fourrures d'animaux dans la mode. Elle a été élue « Personnalité de l'année » et « star la mieux habillée » en 2008 par l'association PETA. 
Elle était en couple avec Dylan McDermott, rencontré sur le tournage de la série Stalker. Ils se sont fiancés fin 2014 mais se sont séparés début 2019, après cinq ans de relation.

## Filmographie

### Cinéma

#### Court métrage
- 2005 : Taped d'Antony Szeto : Maggie

#### Longs métrages
- 2000 : Model from Hell (Gui ming mo) de Chun Keung Chiu : Anna
- 2000 : Gen-Y Cops (Tejing xinrenlei 2) de Benny Chan : Jane Quigley
- 2001 : Manhattan Midnight d'Alfred Cheung : Susan / Hope
- 2001 : Rush Hour 2 de Brett Ratner : La fille dans la voiture
- 2002 : Naked Weapon (Chek law dak gung) de Ching Siu-tung : Charlene Ching
- 2003 : The Trouble-Makers d'Aman Chang : Miss Clary
- 2004 : Magic Kitchen (Moh waan chue fong) de Chi-Ngai Lee : May
- 2004 : Le Tour du monde en quatre-vingts jours (Around the World in 80 Days) de Frank Coraci : L'agent féminin
- 2004 : Rice Rhapsody (Hainan ji fan) de Kenneth Bi : Gigi
- 2005 : Dragon Squad (Maang lung) de Daniel Lee : Yuet
- 2006 : Mission Impossible 3 (Mission: Impossible III) de J. J. Abrams : Zhen Lei
- 2007 : Die Hard 4 : Retour en enfer (Live Free or Die Hard) de Len Wiseman : Mai Linh
- 2007 : The Counting House de Carlo Giudice et Paolo Marcellini : Jade
- 2007 : Balles de feu (Balls of Fury) de Robert Ben Garant : Maggie Wong
- 2008 : Les Trois Royaumes : La Résurrection du Dragon de Daniel Lee : Cao Ying
- 2008 : Manipulation (Deception) de Marcel Langenegger : Tina
- 2009 : New York, I Love You d'Yvan Attal : Janice Taylor, la call-girl[10]
- 2009 : The Warrior and the Wolf de Tian Zhuangzhuang : Harran Woman
- 2010 : The King of Fighters de Gordon Chan : Mai Shiranui
- 2010 : Opération Endgame de Fouad Mikati : La Papesse
- 2011 : Priest de Scott Stewart : La prêtresse
- 2014 : Divergente de Neil Burger : Tori
- 2015 : Divergente 2 : L'Insurrection de Robert Schwentke : Tori
- 2016 : Divergente 3 : Au-delà du mur de Robert Schwentke : Tori
- 2017 : Jekyll Island (The Crash) d'Aram Rappaport :  Infirmière Hilary
- 2017 : Slumber de Jonathan Hopkins : Alice Arnolds (également productrice exécutive)
- 2018 : Les As de l'arnaque (The Con Is On) de James Oakley : Irina
- 2020 : Nightmare Island de Jeff Wadlow : Elena
- 2020 : The Argument de Robert Schwartzman : Sarah
- 2020 : Death of Me de Darren Lynn Bousman : Christine
- 2021 : La Protégée de Martin Campbell : Anna
- 2023 : The Family Plan de Simon Cellan Jones
- À venir[Quand ?] : Long Gone Heroes de Santiago Manes Moreno : Julia

### Télévision

#### Séries télévisées
- 2010-2013 : Nikita : Nikita Mears (73 épisodes)
- 2014-2015 : Stalker : Beth Davis (20 épisodes)
- 2016-2019 : Designated Survivor : Hannah Wells (50 épisodes)
- 2022 : Pivoting : Sarah (10 épisodes)
- 2025 : Bosch: Legacy : l'inspectrice Renee Ballard (saison 3)
- 2025 : Ballard : l'inspectrice Renée Ballard (10 épisodes)

#### Séries d'animation
- 2012-2019 : La Ligue des justiciers : Nouvelle Génération (Young Justice) : Wonder Woman (saisons 1 à 3)

#### Téléfilm
- 2005 : Les Fleurs de l'Orient de Marco Serafini : Harmony Petersen

## Voix francophones
En France, Yumi Fujimori est la voix française régulière de Maggie Q.
Au Québec, Catherine Hamann est la voix québécoise régulière de l'actrice. 
En France
| - Yumi Fujimori dans : - Die Hard 4 : Retour en enfer - Nikita (série télévisée) - Priest - Divergente - Stalker (série télévisée) - Divergente 2 : L'Insurrection - Divergente 3 : Au-delà du mur - Designated Survivor (série télévisée) - Nightmare Island - La Protégée - The Family Plan - Bosch: Legacy (série télévisée) - Ballard (série télévisée) | Et aussi - Audrey Fleurot dans Mission impossible 3 - Olivia Dutron dans The King of Fighters - Christèle Billault dans Héros modestes (voix) - Delphine Braillon dans La Ligue des justiciers : Nouvelle Génération (voix) - Sofia Dubois dans Fear the Night (en) |

Au Québec
| - Catherine Hamann dans : - Balles de feu - Prêtre - Tromperie - Le List D'Sex - Divergence - La Série Divergence : Insurgés - La Série Divergence : Allégeance - L'Île Fantastique - La Protégée |

## Divers

### Clips vidéo
- 2001 : Subway de Chris Yu[12]
- 2002 : The Game of Love de Santana et Michelle Branch[12]

### Doublage
- 2008 : Need for Speed: Undercover (jeu vidéo) : Chase Linh (voix)
- 2012 - 2019 : La Ligue des justiciers : Nouvelle Génération (série télévisée d'animation) : Wonder Woman (voix, 7 épisodes)
- 2019 : Héros modestes de Yoshiyuki Momose, Akihiko Yamashita et Hiromasa Yonebayashi : Maman (voix originale)

## Distinctions
Sauf indication contraire ou complémentaire, les informations mentionnées dans cette section proviennent de la base de données IMDb.

### Récompenses
- Hawaii International Film Festival 2009 : Maverick Award

### Nominations
- IGN Summer Movie Awards 2010 : meilleur héro de télévision pour Nikita
- IGN Summer Movie Awards 2011 : meilleur héro de télévision pour Nikita
- 13e cérémonie des Teen Choice Awards 2011 : meilleure actrice dans une série télévisée d'action pour Nikita
- IGN Summer Movie Awards 2012 : meilleur héro de télévision pour Nikita
- 14e cérémonie des Teen Choice Awards 2012 : meilleure actrice dans une série télévisée d'action pour Nikita
- 15e cérémonie des Teen Choice Awards 2013 : meilleure actrice dans une série télévisée d'action pour Nikita